# (3213) Смоленск
(3213) Смоленск (лат. Smolensk) — типичный астероид главного пояса, открыт 14 июля 1977 года советским астрономом Николаем Черных в Крымской астрофизической обсерватории и 2 апреля 1988 года назван в честь города Смоленска.

## Обнаружение и именование
(3213) Смоленск
Открыт 14 июля 1977 года в Научном Н. С. Черных.
Назван в честь одного из старейших городов России.
Оригинальный текст (англ.)3213 Smolensk
Discovered 1977-07-14 by Chernykh, N. at Nauchnyj.
Named for the one of the oldest towns in Russia.
Источники: DISCOVERY.DB; M.P.C. 12971.

## Орбита

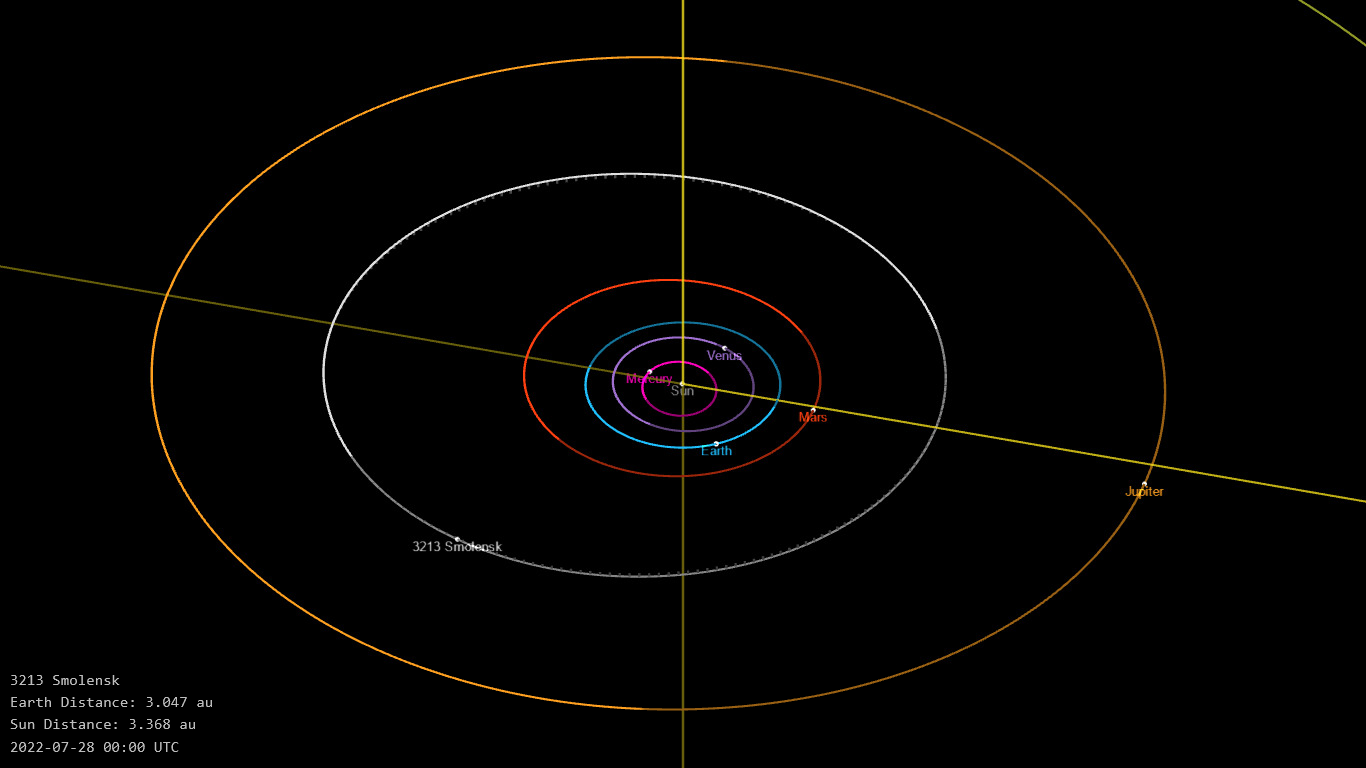
Орбита астероида Смоленск и его положение в Солнечной системе

## Физические характеристики
Из наблюдений телескопа VISTA следует, что астероид относится к таксономическому классу C.
По результатам наблюдений в видимом и ближнем инфракрасном диапазоне космического телескопа NEOWISE и наблюдений в инфракрасном диапазоне спутника Akari диаметр астероида оценивался равным 17,720±0,244 км и 19,24±0,78 км. Согласно тем же источникам альбедо оценивается как 0,0742±0,0097, 0,064±0,006 и 0,074±0,010.